# Tabanus perileucus
Tabanus perileucus är en tvåvingeart som beskrevs av Philip 1974. Tabanus perileucus ingår i släktet Tabanus och familjen bromsar.
Artens utbredningsområde är Vietnam. Inga underarter finns listade i Catalogue of Life.